# L-profiel

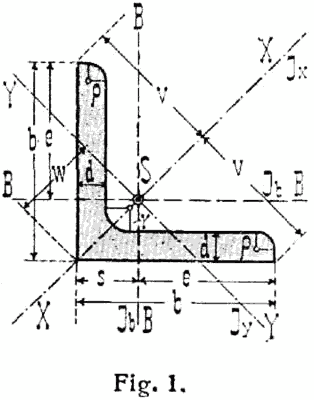
L-profiel

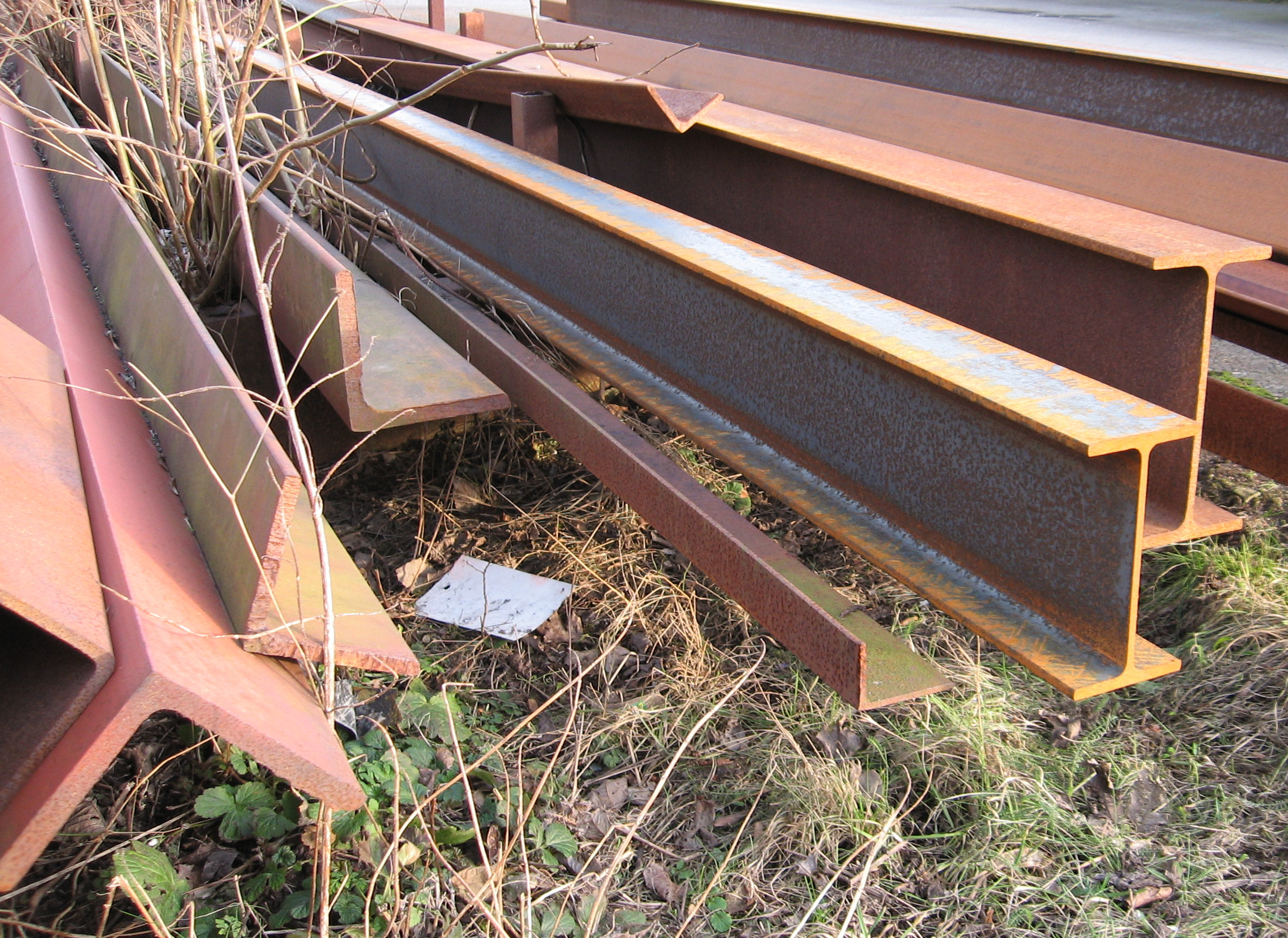
Links stalen L-profiel en rechts I-profiel

Een L-profiel is een metalen of kunststof balk met, in een gelijkbenige of niet-gelijkbenige dwarsdoorsnede, de vorm van een L. Een toepassing van metalen L-profielen is in staalconstructies.